# 6º Reggimento fanteria "Aosta"
Il 6º Reggimento fanteria "Aosta" è stata un'unità militare dell'Esercito Italiano appartenente alla Brigata "Aosta" di cui ha fatto ininterrottamente parte dalla sua costituzione e fino al suo scioglimento avvenuto a Palermo sua ultima sede.

## Le origini
Il Reggimento discende dal Reggimento Fucilieri di Sua Altezza Reale, creato nel Ducato di Savoia il 20 febbraio 1690 agli ordini del Colonnello Giuseppe Costa della Trinità, con sede a Vercelli, come Reggimento di Fanteria d'Ordinanza per scorta e tutela dell'Artiglieria. Nel 1831, con l'istituzione delle Brigate Permanenti, l'unità si sdoppia in 1º e 2º Reggimento “Aosta”, ciascuno costituito da tre battaglioni ed un deposito. In particolare, il 1º e 2º battaglione sono strutturati su 3 compagnie fucilieri e 1 compagnia granatieri, il 3º su 4 compagnie cacciatori. Nel 1839, il 2º Reggimento assume la denominazione di 6º Reggimento di Fanteria Brigata Aosta, in base all'assegnazione ai Reggimenti di un numero progressivo.

## Nel Risorgimento

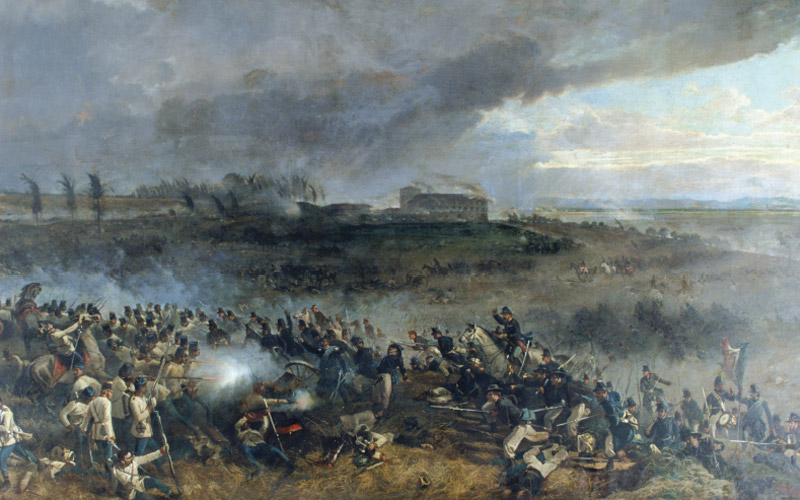
Dipinto della Battaglia di San Martino conservato presso il Museo Nazionale del Risorgimento Italiano

Carlo Alberto, appena salito al trono riorganizza l'intera struttura militare, ridotta in condizioni precarie dal suo predecessore Carlo Felice e
viene assunto dall'Esercito Piemontese un nuovo ordinamento prendendo a modello quello fissato da Napoleone, i Reggimenti si articolano su 4 battaglioni, ciascuno composto da 4 compagnie di 250 uomini, e con questa struttura partecipa alle campagne risorgimentali.
Nella prima guerra d'indipendenza combatte nella Battaglia di Santa Lucia (6 maggio 1848) nella Battaglia di Goito (30 maggio 1848) nella Battaglia del ponte di Goito (8 aprile 1848) nella Battaglia di Pastrengo (30 aprile 1848), nella Battaglia di Novara (1849) (23 marzo 1849).
Nella seconda guerra d'indipendenza combatte nella Battaglia di Magenta (4 giugno 1859) nella Battaglia di San Martino meritò la M.O.V.M.(24 giugno 1859), nella Battaglia di Solferino e San Martino (24 giugno 1859). Il Reggimento fu poi nel Meridione, per la repressione del brigantaggio filoborbonico, in Calabria e nel salernitano.
Negli anni 1860 - 1861 è nelle Marche, in Umbria e nel meridione. Infine nella terza guerra d'indipendenza combatté nella Battaglia di Custoza (1866) nel giugno 1866.
Nel 1871 tornò 6º Reggimento fanteria in seguito allo scioglimento delle Brigate permanenti, per riottenere, alla ricostituzione delle stesse, nel 1881 la precedente denominazione.

## Nella prima guerra mondiale (1915-1918)
Nella prima guerra mondiale il Reggimento è costituito da tre battaglioni ed un deposito; ogni battaglione è strutturato su 4 compagnie e una sezione mitraglieri. Alla vigilia della guerra la Brigata si trova a Gemona, alle dirette dipendenze del Comando zona Carnia.
- 1915 - settore Freikofel - Pal Piccolo - Pal Grande - Conca di Plezzo.

Il 3 luglio il 6º reggimento è inviato nel settore passo Monte Croce Carnico - Pal Piccolo - Pal Grande. Nei mesi successivi la Brigata e il reggimento, in concorso con truppe alpine, tenta la conquista della linea nemica sul monte Rombon. Dopo giornate di dura lotta la prima linea italiana è a pochi metri da quella avversaria; il 23 agosto, resistendo gli austriaci sul Rombon, si decide per un obiettivo secondario, la cima del Čukla, che viene preso da una colonna mista di alpini dei battaglioni Ceva e Val Ellero. Terminate le azioni di assestamento del fronte Carnico, col sopraggiungere dell'inverno 1915 - 1916, solo piccole pattuglie esplicano funzioni di controllo lungo la prima linea.
- 1916 -

Combatte sul Carso.
- 1917

Tra novembre e dicembre, infranse i ripetuti assalti nemici sul Col della Berretta e a Cà d'Anna.
- 1918

Nell'ottobre del 1918 conquistò la vetta del Monte Valderoa, respingendo poi i tentativi degli Austroungarici di riguadagnare le posizioni perdute. Per queste azioni "Aosta" venne insignito di un'altra Medaglia d'Oro al Valor Militare.
Al termine del conflitto, il 6º Reggimento aveva avuto 32 ufficiali e 954 fanti caduti per la Patria. Oltre alla ricompense della decorazione delle medaglie meritò anche tre citazione sui bollettini di guerra del Comando Supremo. I suoi uomini vennero decorati con 111 medaglie d'argento e 169 medaglie di bronzo al valor militare.[4]

## Il periodo tra le due guerre
Con l'ordinamento del 1926 dell'esercito, riprende il nome di 6º Reggimento Fanteria "Aosta" ed a seguito della formazione delle Brigate su tre reggimenti viene assegnato alla XXVIII Brigata di Fanteria della quale fanno parte anche il 5º "Aosta" e l'85º "Verona". Il 31 agosto 1934 assorbe la Scuola Allievi Ufficiali di Complemento di Palermo ed assume la formazione di Reggimento Scuola su un battaglione AUC ed un battaglione truppa.
Per la campagna d'Africa 1935-36 257 soldati del Reggimento partecipano alla Campagna contro l'Etiopia come complementi ai reparti mobilitati.

## Nella seconda guerra mondiale (1939-1945)
Allo scoppio del conflitto mondiale il reggimento in seguito alla costituzione delle divisioni binarie nel 1939, perde la funzione di reggimento scuola ed entra a far parte della 28ª Divisione fanteria "Aosta" insieme al 5º Reggimento Fanteria e 22º Reggimento Artiglieria per d. f.
Al 10 giugno del 1940 il reggimento ha in organico: comando e compagnia comando, tre battaglioni fucilieri, compagnia mortai da 81, batteria armi di accompagnamento da 65/17 e si trova schierato a difesa delle coste siciliane. Sbarcati gli Angloamericani in Sicilia nel luglio 1943, li contrastò tenacemente a Nicosia, Capizzi e Troina. Ritirato dal fronte con i resti della Divisione viene inviato nel Trentino per riordinarsi; Il Comando di Reggimento era in riordinamento a Trento quando, in seguito agli avvenimenti dell'armistizio dell'8 settembre 1943, il reggimento si sciolse. Viene ricostruito il 20 settembre 1944 con il nome di 6º Reggimento Sicurezza Interna "Aosta", da unità del 46º reggimento fanteria "Reggio"; inserito nella Divisione per la Sicurezza Interna "Aosta" viene impiegato in compiti di controllo e presidio del territorio.

## Tempi recenti

Fregio dell'Arma di Fanteria dell'Esercito Italiano (usato per la Fanteria di Linea)

Il 1º settembre 1946 riprende il nome di 6º Reggimento fanteria "Aosta" per la Brigata di Fanteria "Aosta" con sede sempre a Palermo. Il 15 giugno 1955, nel quadro della ristrutturazione dell'Esercito, il reggimento si scioglie e la sua bandiera consegnata al Vittoriano a Roma.
Tra il 1950 ed il 1951 è stato comandato dal Col. Giuseppe Izzo Medaglia d'Oro al Valor Militare

## Onorificenze

### Decorati
- Iannello Pasquale, Aiutante di battaglia;[3]

## Insegne e Simboli
- Il Reggimento indossa il fregio della Fanteria (composto da due fucili incrociati sormontati da una bomba con una fiamma dritta). Al centro nel tondino è riportato il numero "6".
- Mostreggiature: le mostrine del reggimento sono rettangolari di colore Rosso con banda centrale Nera; derivano dai risvolti e dalle guarniture (mostre) che ornavano le antiche uniformi sabaude, i cui colori cambiavano da reggimento a reggimento. Alla base della mostrina si trova la stella argentata a 5 punte bordata di nero, simbolo delle forze armate italiane.

## Motto del Reggimento
"Sotto l'impeto d'Aosta sparve il nemico." Il motto del Reggimento trae origine dalla poesia "Piemonte" composta da Giosuè Carducci, dove il poeta con questo verso vuole descrivere il coraggio con cui i soldati del 5º e 6º Reggimento "Aosta" respinsero l'esercito Austro-Ungarico nella Battaglia di San Martino del 1859 dove il Reggimento conquistò la sua prima Medaglia d'Oro al Valor Militare.

## Festa del reggimento
- La festa del reggimento si svolge il 26 novembre, anniversario del combattimento di Col della Berretta del 1917.